# Iglesia de la Inmaculada en Fuorigrotta
La Iglesia de Santa Maria Immacolata a Fuorigrotta es un edificio destinado al culto católico en la ciudad de Nápoles, Italia. Está localizado en el barrio de Fuorigrotta.

## Historia y descripción
Adyacente al Rione Duca d'Aosta, la iglesia  fue edificada entre 1925-1928 para responder a las exigencias surgidas del fuerte crecimiento demográfico del barrio.
La iglesia, de estilo ecléctico, presenta una fachada en dos órdenes: el basamento se caracteriza por una portada coronada por un tímpano sostenido por dos columnas; en la parte superior se encuentra una logia compuesta por tres arcos de medio punto y un frontón moldurado.